# 切里希爾莫爾 (新澤西州)
切里希爾莫爾（英語：Cherry Hill Mall）是位於美國新澤西州康登縣的普查規定居民點。

## 人口
根據2020年美國人口普查的數據，切里希爾莫爾的面積為9.44平方千米，當中陸地面積為9.43平方千米，而水域面積為0.01平方千米。當地共有人口14805人，而人口密度為每平方千米1,568.33人。